# Medont
|  | Per a altres significats, vegeu «Medont d'Esparta». |

Segons la mitologia grega, Medont (grec antic: Μέδων) va ser un heroi, fill d'Oileu i de Rene. És originari de la Ftiòtida, però es va exiliar per culpa de l'homicidi del pare de la primera dona d'Oileu, Eriopis.
Prengué part en la guerra de Troia juntament amb el seu germà Àiax el Petit. Quan Filoctetes, malalt, va ser deixat a l'illa de Lemnos, Medont va assumir el comandament de les tropes que aquest comandava. Va morir a Troia a mans d'Enees.
Un altre Medont era l'herald dels pretendents de Penèlope, a Ítaca. Quan els pretendents van voler parar una emboscada a Telèmac, que tornava de la recerca del seu pare Odisseu, Medont va revelar la conspiració a Penèlope, cosa que li va valer el perdó d'Odisseu quan va matar els pretendents. Ovidi i la Biblioteca d'Apol·lodor el posen entre la llista de pretendents de Penèlope.